# Choi Kyu-hah
Choi Kyu-hah (født 16. juli 1919 i Wonju, Gangwon, Sydkorea, død 22. oktober 2006) var sydkoreas præsident fra den 7. december 1979 til den 16. august 1980. Han har også været sydkoreansk udenrigsminister (1967–1971) og statsminister (1975–1979). Han blev præsident efter et attentatet mod den da siddende præsident Park Chung-hee, som fandt sted, mens han selv var statsminister. Choi Kyu-hah valgte at opbløde Parks hårde linje og lovede blandt andet frie valg. Han blev selv udsat for et kup af hærchefen Chun Doo-hwan i december 1979, som selv overtog som resident 1. september 1980.

## Karriere
I 1941 dimitterede han fra Tokyo den Højere Pædagogiske Skole i Japan. I 1943 dimitterede han fra Daedong Gakuen i Manchukuo med en grad i politisk administration. I 1945 blev han professor ved kollege for uddannelse under Seoul Nationale Universitet. I 1946 blev han direktør i planlægningsafdelingen under centralregeringen. I 1947 direktør for fødevarestyrelsen under centralregeringen. I 1948 direktør for Institut for landbrug, skovbrug og fiskeri og direktør for landbrugs- og skovbrug under Direktoratet for Landbrugsforvaltning, i 1951 direktør for udenrigsanliggender og udenrigshandel og Koreas repræsentant i ECAFE til fremme af handel. I 1952 blev han generalkonsul i USA, i 1959 blev han viceudenrigsminister og ministeriets repræsentant for Japan, i 1960 fungerende udenrigsminister. I 1962 Stifter af TYO Chemical Co., Ltd. samt rådgiver for udenrigsministeren, i 1963 rådgiver og formand for det Øverste Råd for National genopbygnings udenrigsministerium, i 1964 ambassadør i Malaysia, i 1967 udenrigsminister, i 1971 særlig rådgiver for præsidenten, i 1972 medlem af den inter-koreanske koordinationskomite, i 1975 fungerende statsminister, i 1976 statsminister, i 1979 fungerende præsident for republikken, trådte tilbage som præsident i 1980. 1981-1988 var han formand for det rådgivende udvalg, 1991 formand for National Society for Search of National History.